# Appana cingalesa
Appana cingalesa là một loài bướm đêm trong họ Noctuidae.